# Vale do Rio dos Bois
Vale do Rio dos Bois is een van de 18 microregio's van de Braziliaanse deelstaat Goiás. Zij ligt in de mesoregio Sul Goiano en grenst aan de mesoregio Centro Goiano in het noorden en noordoosten en de microregio's Meia Ponte in het oosten en zuidoosten en Sudoeste de Goiás in het zuidwesten en westen. De microregio heeft een oppervlakte van ca. 13.303 km². Midden 2004 werd het inwoneraantal geschat op 105.580.
Twaalf gemeenten behoren tot deze microregio:
| - Acreúna - Campestre de Goiás - Cezarina - Edealina - Edéia - Indiara | - Jandaia - Palmeiras de Goiás - Palminópolis - Paraúna - Turvelândia - Varjão |

Mesoregio's: Centro Goiano · Leste Goiano · Noroeste Goiano · Norte Goiano · Sul Goiano

Microregio's: Anápolis · Anicuns · Aragarças · Catalão · Ceres · Chapada dos Veadeiros · Entorno de Brasília · Goiânia · Iporá · Meia Ponte · Pires do Rio · Porangatu · Quirinópolis · Rio Vermelho · São Miguel do Araguaia · Sudoeste de Goiás · Vale do Rio dos Bois · Vão do Paranã